# 麥氏扁鬍鯰
麥氏扁鬍鯰，為輻鰭魚綱鯰形目塘虱魚科扁鬍鯰屬的其中一種，該物種分布於非洲剛果河上游流域，棲息在底層水域，體長可達20.1公分。

## 外部連結
- 麥氏扁鬍鯰的圖片 （页面存档备份，存于）